# Iris Gusner

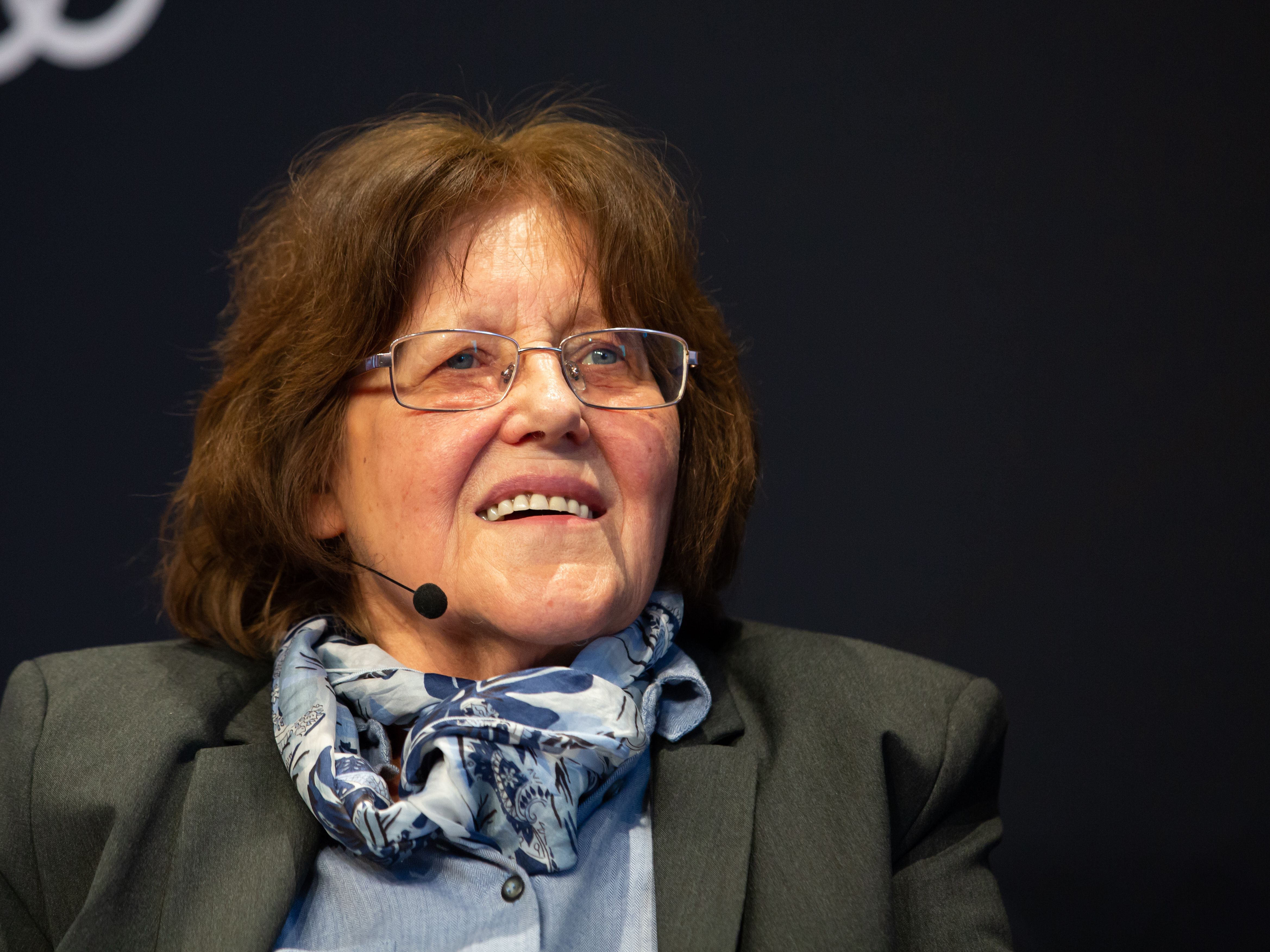
Iris Gusner bei der Berlinale 2019

Iris Gusner (* 16. Januar 1941 in Trautenau) ist eine deutsche Filmregisseurin und Drehbuchautorin.

## Leben
Ihre Eltern waren der Regierungsrat Hans Walter Beyer und die Sekretärin Lydia Behr, geborene Gusner. Sie wuchs zunächst in Gleiwitz auf und kam 1945 aus Oberschlesien nach Leipzig. In Markkleeberg besuchte sie die Schule und Oberschule. Nach dem Abitur 1959 absolvierte sie ein einjähriges Vorpraktikum als Sortiererin im Holzveredelungswerk Wiederitzsch.
Sie bestand die Aufnahmeprüfung im Fach Regie an der Hochschule für Filmkunst und wurde im Herbst 1960 zur Weiterbildung nach Moskau geschickt. Von 1961 bis 1967 studierte sie am Staatlichen Allunionsinstitut für Kinematografie (WGIK), unter anderem bei Michail Romm, und machte mit dem Film Der Versicherungsagent ihr Kurzfilmdiplom.
In Berlin arbeitete sie ab 1970 bei der DEFA, zunächst als Regieassistentin bei Konrad Wolfs Film Goya. Ihr erster Film Die Taube auf dem Dach (1973) wurde in der DDR nicht zur Aufführung freigegeben; das Filmmaterial wurde im Studio vernichtet – übrig blieb nur eine Arbeitskopie, auf deren Grundlage 2010 eine Rekonstruktion des Films gelang. Es folgte 1976 der Märchenfilm Das blaue Licht nach den Brüdern Grimm. Alle meine Mädchen (1980), ein Gruppenporträt über Arbeiterinnen in einem Glühlampenwerk, war ihr erfolgreichster Film. Sie erhielt dafür 1980 den Kunstpreis des FDGB im Kollektiv und den Großen Steiger der Publikumsjury auf dem Nationalen Spielfilmfestival in Karl-Marx-Stadt.
Im August 1989, wenige Monate vor dem Mauerfall, kehrte Gusner von einer Reise in die Bundesrepublik nicht in die DDR zurück. Sie übersiedelte nach Köln, schrieb weiterhin Drehbücher und drehte im unterdessen wiedervereinigten Deutschland Fernsehfilme. 2009 veröffentlichte sie gemeinsam mit Helke Sander eine „biografische Zwiesprache“ unter dem Titel Fantasie und Arbeit.
Iris Gusner lebt in Berlin. Ihre ältere Tochter, die Schauspielerin Amina Gusner, wurde 1965 in Moskau geboren und übernahm in Kaskade rückwärts ihre erste Filmrolle. Ihre zweite Tochter Inken Gusner wurde Kostümbildnerin.

## Filmografie
- 1967: Der Versicherungsagent (Strachowoj agent)
- 1973/90: Die Taube auf dem Dach
- 1974: Was halten Sie von Leuten, die malen
- 1976: Man nennt mich jetzt Mimi…
- 1976:  Das blaue Licht
- 1978: Einer muß die Leiche sein
- 1980: Alle meine Mädchen
- 1981: Wäre die Erde nicht rund
- 1984: Kaskade rückwärts
- 1988: Ich liebe dich – April! April!
- 1993: Sommerliebe